# Конвой Трук – Йокосука (04.04.43 – 14.04.43)
Конвой Трук — Йокосука (04.04.43 — 14.04.43) — японський конвой часів Другої світової війни, проведення якого відбувалось у квітні 1943-го.
Вихідним пунктом конвою був атол Трук у центральній частині Каролінських островів, де ще до війни створили потужну базу японського ВМФ, з якої до лютого 1944-го провадились операції в цілому ряді архіпелагів. Пунктом призначення став розташований у Токійській затоці порт Йокосука, що під час війни був обраний як базовий для логістики Труку.
До складу конвою увійшли танкер-заправник «Хойо-Мару», танкер-заправник/вугільник «Тоней-Мару» та авіатранспорт «Могамігава-Мару», тоді як охорону забезпечував переобладнаний канонерський човен «Чоан-Мару №2 Го».
Загін вийшов у море 4 квітня 1943-го. Його маршрут пролягав через кілька традиційних районів патрулювання американських підводних човнів, які зазвичай діяли на підходах до Труку, біля Маріанських островів, островів Огасавара та поблизу східного узбережжя Японського архіпелагу. Втім, у підсумку проходження конвою відбулось без інцидентів.
13 квітня 1943-го вже біля узбережжя метрополії конвой розділився й «Хойо-Мару» та «Тоней-Мару» попрямували до Куре, тоді як «Могамігава-Мару» та «Чоан-Мару № 2 Го» прибули 14 квітня до Йокосуки.